# Club Medina de Barcelona
El Club Medina de Barcelona, fundado en 1961, fue un club polideportivo español de la Sección Femenina en Barcelona
No siempre se denominó así, ya que, previamente, los clubes habían competido bajo el nombre de Sección Femenina de Barcelona. En junio de 1961, durante la celebración del campeonato de España de balonmano (en el que acabaría levantando el título de campeón) compitió con su nueva denominación.
La entidad desapareció con la disolución de la Sección Femenina durante la Transición Española .

## Secciones deportivas y palmarés

### Voleibol
La sección de voleibol femenina  ganó tres ligas y seis copas.
- 3 Ligas españolas de voleibol[4]
  - 1969-70, 1973-74, 1974-1975
- 6 Copas españolas de voleibol femeninas
  - 1967, 1968, 1969, 1970, 1971, 1973

### Balonmano
La sección de balonmano femenino ganó dos ligas. 
- 2 Ligas españolas de balonmano femeninas
  - 1960-61, 1962-63

### Gimnasia
La sección de gimnasia fue campeona de Cataluña en diferentes ocasiones.

### Hockey sala
Así como, durante la década de los 60, la sección de hockey sala femenina fue la dominadora absoluta de la especialidad en Cataluña.
- 1 x Campeonato de España de hockey sala femenino
  - 1969-70